# Eurysa semifrons
Eurysa semifrons är en insektsart som beskrevs av Frederick Arthur Godfrey Muir 1929. Eurysa semifrons ingår i släktet Eurysa och familjen sporrstritar. Inga underarter finns listade i Catalogue of Life.